# Публий Катий Сабин
Публий Катий Сабин (на латински: Publius Catius Sabinus) e политик и сенатор на Римската империя през началото на 3 век.

## Биография
Сабин е вероятно от италийски произход от фамилията Катии. Служи като трибун в XIII Близначен легион, претор urbanus, става легат на Норик (legatus Augusti pro praetore Norici), curator aedium sacrarum и operum publicorum 210 г.
Като градски префект той поставя надписи на Херкулес в Рим и на Диоскурите в Остия Антика. Между 208 и 210 г. е суфектконсул през неизвестна година. През 216 г. той е консул заедно с Публий Корнелий Анулин.

## Деца
Той е баща на:
- Луций Катий Целер (суфектконсул 241 г.)
- Катий Клемент (легат на Кападокия)[2]